# Münzbach
Münzbach település Ausztriában, Felső-Ausztria tartományban, a Pergi járásban. Tengerszint feletti magassága 421 méter, területe 24,89 km².

## Elhelyezkedése
Münzbach Perg, Windhaag bei Perg, Rechberg, Sankt Thomas am Blasenstein, Bad Kreuzen, Klam, Baumgartenberg és Arbing településekkel határos.

## Népesség
| 2016 | 1 734 |
| 2018 | 1 814 |